# إد شتاين (لاعب كرة قاعدة)
إد شتاين (بالإنجليزية: Ed Stein)‏ هو لاعب كرة قاعدة أمريكي، ولد في 5 سبتمبر 1869 في ديترويت في الولايات المتحدة، وتوفي بنفس المكان في 10 مايو 1928.

## وصلات خارجية
- إد شتاين على موقعبيزبول رفرنس.كوم (الدوري الرئيسي) (الإنجليزية)
- إد شتاين على موقعبيزبول رفرنس.كوم (الدوري الثانوي) (الإنجليزية)